# Shimazu Yoshihisa
Pour les articles homonymes, voir Yoshihisa.
Shimazu Yoshihisa est un nom japonais traditionnel ; le nom de famille (ou le nom d'école), Shimazu, précède donc le prénom (ou le nom d'artiste).
Shimazu Yoshihisa (島津義久, mars 1533 - 5 mars 1611) est un daimyo de la période Sengoku du Japon.

## Biographie
En 1566, il prend la tête de la famille Shimazu et en devient le seizième chef. Il lance des campagnes pour unifier l'île de Kyūshū. Son premier succès advient en 1572 lorsqu'il remporte la bataille de Kizaki contre le clan Itō. En 1578, il remporte une nouvelle victoire face au clan Ōtomo à la bataille de la Mimi-gawa. En 1583, il gagne face au clan Ryūzōji et, en 1584, face au clan Aso. Ainsi, au milieu des années 1580, la famille Shimazu domine la plus grande partie de l'île excepté les domaines du clan Otomo. L'unification est proche.
Cependant en 1587, Hideyoshi Toyotomi lance la campagne de Kyūshū pour pacifier l'île avec une armée dépassant les 200 000 hommes, c'est-à-dire plus de cinq fois le nombre de soldats de Yoshihisa. Les troupes de la famille Shimazu sont défaites et le clan ne conserve que les provinces de Satsuma et Osumi. Yoshihisa se rase la tête en signe de reddition, ce qui indique qu'il deviendra moine bouddhiste si sa vie est épargnée. C'est le cas et il prend le nom de « Ryuhaku » (龍伯).
Peu après, Yoshihisa est invité par Ieyasu Tokugawa au château de Fushimi. Ieyasu lui demande alors comment il s'y est pris pour parvenir à presque unifier le Kyūshū. Et Yoshihisa de lui dire : « Mes trois jeunes frères et mes vassaux comme Tadamoto Niro combattent si bien et sont si unis vers le même but que je n'ai jamais eu l'occasion de prouver ma bravoure sur le champ de bataille. Je n'ai fait qu'attendre dans le château de Kagoshima que les messagers m'apportent les nouvelles des victoires. »
Il meurt de maladie en 1611 et est enterré au Fukusho-ji dans la ville de Kagoshima.